# Paramarines
I Paramarines (noti anche come Marine paratroopers) furono una unità specializzata dell'United States Marine Corps, i cui uomini erano addestrati al lancio col paracadute. I primi paramarines furono addestrati nell'ottobre 1940, ma l'unità fu sciolta nel febbraio 1944. L'indennità di lancio percepita dopo la formazione ed il prestigio del reparto spinsero molti a fare domanda per entrare nell'unità, che ammetteva solo uomini non sposati. I requisiti fisici richiesti erano elevati, tanto che il 40% dei candidati non superava le selezioni.

## Storia

### Seconda guerra mondiale

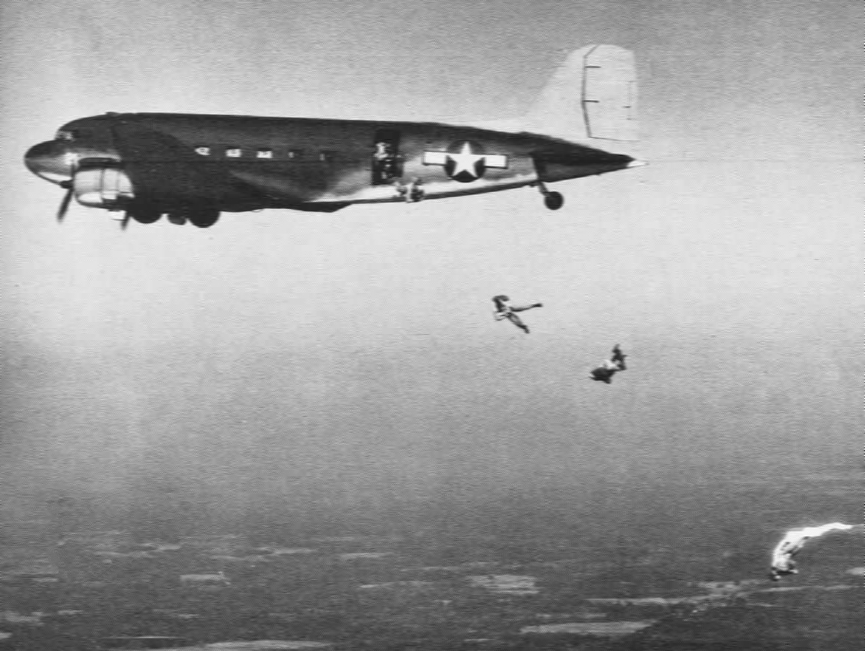
Paramarines effettuano un lancio ad alta quota da un Douglas R4D, tardo 1943

Il primo nucleo di paramarines fu addestrato alla NAS Lakehurst nel New Jersey nell'ottobre 1940, diventando il 1st Marine Parachute Battalion. Nel dicembre 1940 furono seguiti da un secondo gruppo, che divenne il 2nd Marine Parachute Battalion. Un terzo contingente fu addestrato all'inizio del 1941 a Camp Kearny, San Diego, formando il 3rd Marine Parachute Battalion.
Dopo l'entrata degli Stati Uniti nella seconda guerra mondiale, fu rafforzato il programma di formazione. Nel maggio 1942 un campo di addestramento speciale fu aperto temporaneamente a Camp Elliott, nei pressi di Camp Kearny, per poi essere spostato nel settembre 1942 nelle vicinanze di Camp Gillespie in una nuova struttura appositamente costruita. Un secondo campo di addestramento, situato Hadnot Point, vicino al New River in Carolina del Nord, fu aperto nel giugno 1942 e attivo fino al luglio 1943, data in cui venne chiuso.
Il 1st Marine Parachute Battalion fu assegnato alla 1st Marine Division assieme alla quale prese parte alla campagna di Guadalcanal. Il 7 agosto 1942 il battaglione di paramarines condusse l'assalto anfibio su Gavutu, per poi prendere possesso della vicina isola di Tanambogo assieme ad altre unità di marines. Il battaglione si trasferì a Guadalcanal, combattendo a fianco del 1st Marine Raiders  nel raid di Tasimboko e nella battaglia di Edson's Ridge. Le perdite subite costrinsero il battaglione a spostarsi a Camp Kiser a Tontouta, in Nuova Caledonia, che raggiunsero nel mese di settembre. Il 2nd Marine Parachute Battalion effettuò un raid diversivo su Choiseul nell'ottobre 1943 per poi unirsi al 1st e al 3rd Marine Parachute Battalion nella campagna di Bougainville.
L'unità fu riorganizzata in un unico reggimento, il 1st Marine Parachute Regiment, composto da circa 3.000 uomini divisi in tre battaglioni, come parte del I Marine Amphibious Corps. Comunque, la necessità ed il costo di un reggimento di paracadutisti all'interno del Corpo dei Marines fu messo in discussione, assieme ad altre unità d'élite come i Marine Raiders. Al Corpo dei Marines mancavano anche gli aerei da trasporto necessari per effettuare lanci di massa. Il 30 dicembre 1943 il comandante del Corpo dei Marines, il generale Thomas Holcomb, ordinò lo scioglimento del 1st Marine Parachute Regiment che, assieme ai Marine Raiders, cessò ufficialmente di esistere il 29 febbraio 1944.
Ad esclusione di un piccolo gruppo di paramarines, tra cui Peter Julien Ortiz, che furono paracadutati in Francia come parte di una squadra che l'Office of Strategic Services mandò a sostenere la Resistenza francese, i paramarines non effettuarono mai lanci con paracadute in combattimento, ma furono utilizzati in numerosi sbarchi e raid nella guerra del Pacifico. Gli uomini di stanza a San Diego furono integrati nella 5th Marine Division che prese parte alla battaglia di Iwo Jima. Due di questi, Harlon Block e Ira Hayes, insieme ad altri marines furono immortalati nella celebre fotografia di Joe Rosenthal nell'atto di innalzare la bandiera americana sulla cima del Monte Suribachi. Tale fotografia replicava una scena avvenuta realmente la mattina stessa al termine della battaglia, a cui aveva preso parte un altro paramarines, Henry Oliver Hansen.
Degli 81 marines che ricevettero la Medal of Honor, la più alta decorazione militare assegnata dal Governo degli Stati Uniti, 5 erano paramarines. Tutti e 5 furono decorati per le loro azioni a Iwo Jima.

### Dopoguerra

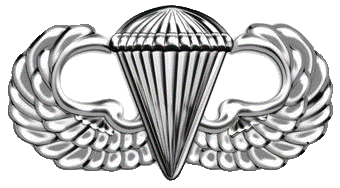
Le Jump Wings

Il Corpo dei Marines ha continuato l'addestramento di paracadutisti. I marines che riescono a completare la United States Army Airborne School sono autorizzato a portare sulla propria uniforme come segno distintivo le cosiddette Jump Wings.
I marines che conseguono le Jump Wings sono spesso assegnati ad unità con compiti speciali, come i MORSAC, i FORECON, i Radio Reconnaissance Platoon, gli artificieri, gli ANGLICO, i JTAC oppure come istruttori di paracadutismo.

## Nei media
I paramarines sono menzionati in Marine Riders, (titolo italiano L'azione continua) e in Prima vittoria, film del 1965 con John Wayne. In entrambi i film un gruppo di paramarines viene lanciato su un'immaginaria isola dell'Oceano Pacifico dando il via alla battaglia finale.
I paramarines sono inoltre citati nella serie di romanzi The Corps dello scrittore statunitense W. E. B. Griffin. Due personaggi secondari, Steve Koffler e il tenente Macklin, sono infatti stati addestrati alla scuola di paramarines di NAS Lakehurst.